# Железнякович, Павел Арсеньевич
Павел Арсеньевич Железнякович — советский партийный деятель, деятель революционного движения в Западной Белоруссии, организатор партизанского движения в годы Великой Отечественной войны.

## Биография
Родился в 1906 году в деревне Лешня. Член КПСС.
В 1926 году арестован польскими властями и в 1928 году осужден на пожизненное тюремное заключение.
Участник Великой Отечественной войны: партизан, комиссар 1-го комсомольского отряда бригады «Комсомолец» Барановичской области.
В 1944—1968 гг. — председатель Мирского райисполкома, первый секретарь Мирского, Любчанского, Кореличского райкомов КП Белоруссии, председатель Кореличского поселкового совета.
Избирался депутатом Верховного Совета Белорусской ССР 2-го созыва. Делегат XXII съезда КПСС.
Умер в 1971 году в Кореличах.

## Награды
- Орден Ленина (дважды)
- Орден Отечественной войны I степени
- Орден Отечественной войны II степени
- Орден Красной Звезды